# 弗里蒙特希爾斯 (密蘇里州)
弗里蒙特希爾斯（英語：Fremont Hills）是位於美國密蘇里州克里斯蒂安縣的城市。

## 人口
根據2020年美國人口普查的數據，弗里蒙特希爾斯的面積為1.43平方千米，皆為陸地。當地共有人口1049人，而人口密度為每平方千米734人。